# Set point
Set point (z ang.) – punkt nastawczy termoregulacji ustalony przez termoreceptory podwzgórzowe.
U zdrowego człowieka prawidłowo wynosi ok. 37 °C. Punkt nastawczy wynoszący poniżej 37 °C jest rozumiany jako stan anapireksji, a powyżej – jako gorączka. W obu tych wypadkach organizm kontroluje i jest w stanie regulować swoją temperaturę (inaczej niż w przypadku hipo- i hipertermii).

Przeczytaj ostrzeżenie dotyczące informacji medycznych i pokrewnych zamieszczonych w Wikipedii.